# Orthotrichia thanatos
Orthotrichia thanatos is een schietmot uit de familie Hydroptilidae. De soort komt voor in het Oriëntaals gebied.